# Euriphene umbrina
Euriphene umbrina är en fjärilsart som beskrevs av Aurivillius 1901. Euriphene umbrina ingår i släktet Euriphene och familjen praktfjärilar. Inga underarter finns listade i Catalogue of Life.